# 장패
장패(중국어 정체자: 臧覇, 간체자: 臧霸, 병음: Zāng Bà 짱바[*], ?~?)는 중국 후한 말기와 조위의 장수, 관료로, 자는 선고(중국어: 宣高, 병음: Xuāngāo 쉬안가오[*])이다.

## 생애
연주 태산군 화현(華縣, 현재의 산둥성 린이시 페이현) 사람이다. 아버지 장계(臧戒)는 현의 옥연이었는데, 태수가 사사로이 사형을 내리는 것을 거부하다가 그에게 사로잡혀 관청으로 이송되었다. 장패는 식객 수십 명과 함께 아버지를 구출하여 함께 동해국으로 망명했다. 황건적의 난 때 서주자사 도겸을 따라 난을 진압하고 기도위에 임명되었다. 이후 서주에서 소규모 군벌이 되어, 다른 소규모 군벌 손관, 오돈, 윤례 등과 연합하여 그 총수가 되고 계양에 주둔했다.
조조의 부장 서흡과 모휘가 진궁과 장막이 일으킨 반란에 가담하였다가, 난이 실패로 끝나자 장패에게 망명했다. 낭야상 소건이 서주의 여포에게 굴복했는데, 장패는 소건을 공격하여 격파하고 군수 물자를 빼앗았다. 여포는 이를 듣고 고순의 간언을 물리치고 장패를 공격했으나, 장패가 지키는 성을 빼앗지 못하고 물러났다. 나중에 장패는 여포와 화해했고, 조조가 여포를 정벌하자, 여포와 협력하여 조조와 여러 차례 싸웠다.
여포가 서주의 하비성에서 조조에게 패해 죽은 후에 장패 일당은 조조에게 항복했다. 조조는 장패 일당을 용서하고 모두 태수나 국상에 임명했다. 장패는 낭야상에 임명되었으며, 또 청주와 서주 일대를 위임받았다. 조조는 유비를 통해 장패에게 서흡과 모휘를 내놓으라 했으나, 장패는 자신에게 의탁한 자를 해칠 수 없다며 유비를 통해 조조에게 서흡과 모휘를 용서하기를 구했다. 조조는 장패의 말을 기뻐하여 둘을 태수로 삼았다. 건안 4년(199년) 8월, 조조가 장패 등에게 명령을 내려 청주를 침공하게 했다. 관도 대전 중에는 서주와 청주 군대를 이끌고 자주 원소령 청주에 침입하여, 조조가 연주 전선에 집중할 수 있게 했다.
조조가 남피에서 원담을 멸망시키자, 장패는 조조를 축하하고 자신의 자제와 부장들의 가족을 업으로 이주할 것을 요청했다.
이후 장패는 계속 동방에 있으면서 반란을 진압하고 해대 지방을 평정하여 열후에 봉해졌다. 도정후가 내려지고, 위로장군에 임명되었다. 또 우금과 함께 창희를 토벌하였고, 하후연과 함께 황건 잔당 서화(徐和) 등을 격파했다. 이 공적으로 서주자사에 임명되었다.
손권을 정벌하여, 거소에서 적을 격파했다. 건안 14년(209년) 장료가 진란을 토벌할 때, 우금과 함께 매성을 공격해 일단 항복을 받아내고, 별도로 군사를 이끌고 오나라 장군 한당과 싸워 손권이 진란을 구원하는 것을 차단했다. 한당을 협석에서 격파하고, 서로 돌아왔다. 마침 손권은 수만 명을 이끌고 배를 타고 서구에 둔쳐 진란을 구원했는데, 장패가 서로 돌아왔다는 말을 듣고 서둘러 돌아갔다. 장패는 밤중에 이를 추격하여 손권 군을 치니, 손권 군은 배에 타지 못하여 물에 빠져 죽은 자가 심히 많았다. 결국 손권은 진란을 구원하지 못했고, 장료는 진란을 무찌를 수 있었다. 유수구 싸움에서는 장료와 함께 선봉이었으며, 양위장군, 가절에 배령되었다. 싸움이 끝나고 하후돈과 함께 거소에 주둔했다.
문제가 왕위에 오르자 진동장군이 되었고, 작위가 올라 무안향후가 되었으며, 양주의 제군사를 동독했다. 문제가 황제가 되자, 작위가 올라 개양후에 봉해지고 양성후로 이봉되었다. 조휴와 함께 동포(동구)에서 오나라 대장 여범의 군대가 폭풍우에 휩싸인 틈을 타 공격하여 무찔렀다. 중앙으로 소환되어 집금오가 되었고, 그 지위는 특진에 이르렀다. 황제는 군사 업무가 매양 있거든 장패에게 물었다.
명제가 제위에 오르자 식읍이 5백호 더해져 3천 5백호가 되었다. 태화 4년(230년), 명제가 동쪽으로 순행하면서 장패로 하여금 태위를 대행하게 하고, 제사를 올렸다.

## 사후
죽자 시호를 위후라 했으며, 아들 장애가 뒤를 이었다. 정시 4년(243년) 7월, 고인이 된 조진, 조휴, 하후상, 환계, 진군, 종요, 장합, 서황, 장료, 악진, 화흠, 왕랑, 조홍, 하후연, 주령, 문빙, 이전, 방덕, 전위와 함께 태조의 제묘 앞 정원에서 장사를 지냈다.

## 《삼국지연의》 속 장패
도겸의 부하였고 후에 여포의 부장으로 등장하여 조조와 싸웠다. 여포 사후 손관 등을 거느리고 조조에게 항복했다. 적벽 직전에 서서(徐庶)와 함께 양주(凉州)의 군벌인 마등, 한수의 동태를 감시하기 위해 장안 쪽으로 이동했다. 이후로는 등장하지 않는다.

## 같이 보기
- 삼국지 인물 목록